# Bulbophyllum hollandianum
Bulbophyllum hollandianum är en orkidéart som beskrevs av Johannes Jacobus Smith. Bulbophyllum hollandianum ingår i släktet Bulbophyllum och familjen orkidéer. Inga underarter finns listade i Catalogue of Life.